# Crazy Horse (opperhoofd)
Crazy Horse (4 december 1849 – Fort Robinson, 5 september 1877) was een aanvoerder van de Oglala Lakota-indianen, die bekend werd als een groot krijgsleider van de Lakota. Zijn indiaanse naam was Tashunka Witko, wat zoveel betekent als "Steigerend Paard". 
Crazy Horse leidde het verzet van drie voornoemde volken tegen de overname van Amerikaanse kolonisten en goudzoekers van hun geliefde Paha Sapa (Black Hills) in Zuid-Dakota en Wyoming. Hij was de tegenstrever van generaal George Armstrong Custer, die sneuvelde in de slag bij de Little Bighorn, een fase in de grote Siouxoorlog van 1876. Wanneer Crazy Horse ten strijde trok, droeg hij zijn haar los en had hij een bliksemschicht op zijn hoofd geverfd.
Black Hills heeft een heilige betekenis voor de inheemse bewoners en er zat goud en mineralen. Dat bracht  veel Amerikaanse goudzoekers en geluksjagers naar de streek en daarmee ook de gevechten tussen indianen en de V.S.
In september 1877, vier maanden na zijn overgave aan de Amerikaanse troepen onder generaal George Crook, werd Crazy Horse dodelijk verwond door een bajonetzwaaiende militaire bewaker. Hij verbleef er met zijn neef Touch the Clouds. Naar verluidt verzette hij zich tegen gevangenschap in Fort Robinson in Nebraska.
In de omgeving van Mount Rushmore wordt sinds 1948 gewerkt aan het Crazy Horse Memorial (170 m x 195 m). Dit monument zal, wanneer het gereed is, Crazy Horse voorstellen, zittend op een paard.
Het is niet zeker dat foto's van hem ook werkelijk van hem zijn, omdat hij niet wilde gefotografeerd worden.

## In de populaire cultuur
- Crazy Horse is de naam van een Amerikaanse rockband, die veel met Neil Young samenwerkte.
- Ook een Belgische band vernoemde zich naar het opperhoofd.
- Le Crazy Horse Saloon is een befaamd cabaret in Parijs.
- Zowel in 1955 als in 1995 werden er Amerikaanse verfilmingen aan zijn leven gewijd.